# سيمارون
سيمارون (بالإنجليزية: Cimarron)‏ هو عنوان رواية بقلم إدنا فيربر، التي نشرت في عام 1929 وهي مستقاة على تنمية ولاية أوكلاهوما بعد سباق الأراضي. تم اقتباس الكتاب إلى فيلم يحمل نفس الاسم في عام 1931 لقي استحسانا بين النقاد وكان من إنتاج شركة أر كي أو. في عام 1960، تم اقتباسها مرة أخرى في قصة للعرض على الشاشة من قبل إم جي إم، وحقق نجاحاً ضئيلاً.

## روابط خارجية
- سيمارون على موقع الموسوعة البريطانية (الإنجليزية)